# جلو کراهمر
جلو کراهمر (به انگلیسی: Jello Krahmer،  زادهٔ ۱۹ نوامبر ۱۹۹۵) یک کشتی‌گیر فرنگی‌کار اهل کشور آلمان است. وی سابقه حضور در المپیک ۲۰۲۴ پاریس را دارد.